# Michel Kerguélen
Michel Francois-Jacques Kerguélen (1928 — 1999), foi um botânico francês.
Produziu uma lista taxonômica, em ordem alfabética, de toda a flora espontânea e cultivada da França,  seus sinônimos e seus híbridos, denominada index synonymique de la flore de France.